# Urduliz (metropolitana di Bilbao)
Urduliz è una stazione, attualmente chiusa per lavori, della linea 1 della metropolitana di Bilbao.
Si trova tra Eleizalde Kalea e Gobela Kalea, nel comune di Urduliz.

## Storia
La stazione è stata inaugurata l'11 novembre 1995 con il primo tratto della linea 1.
Dal 2 aprile 2015 è chiusa per permettere il sotterramento della stazione e così eliminare l'ultimo passaggio a livello della metropolitana di Bilbao. I lavori si dovrebbero concludere nel mese di ottobre 2016.